# Bridie Carter
Bridie Carter, född 18 december 1970 i Melbourne, är en australisk skådespelare som spelar Teresa "Tess" Silverman McLeod i dramaserien McLeods döttrar.